# Willem de Heusch

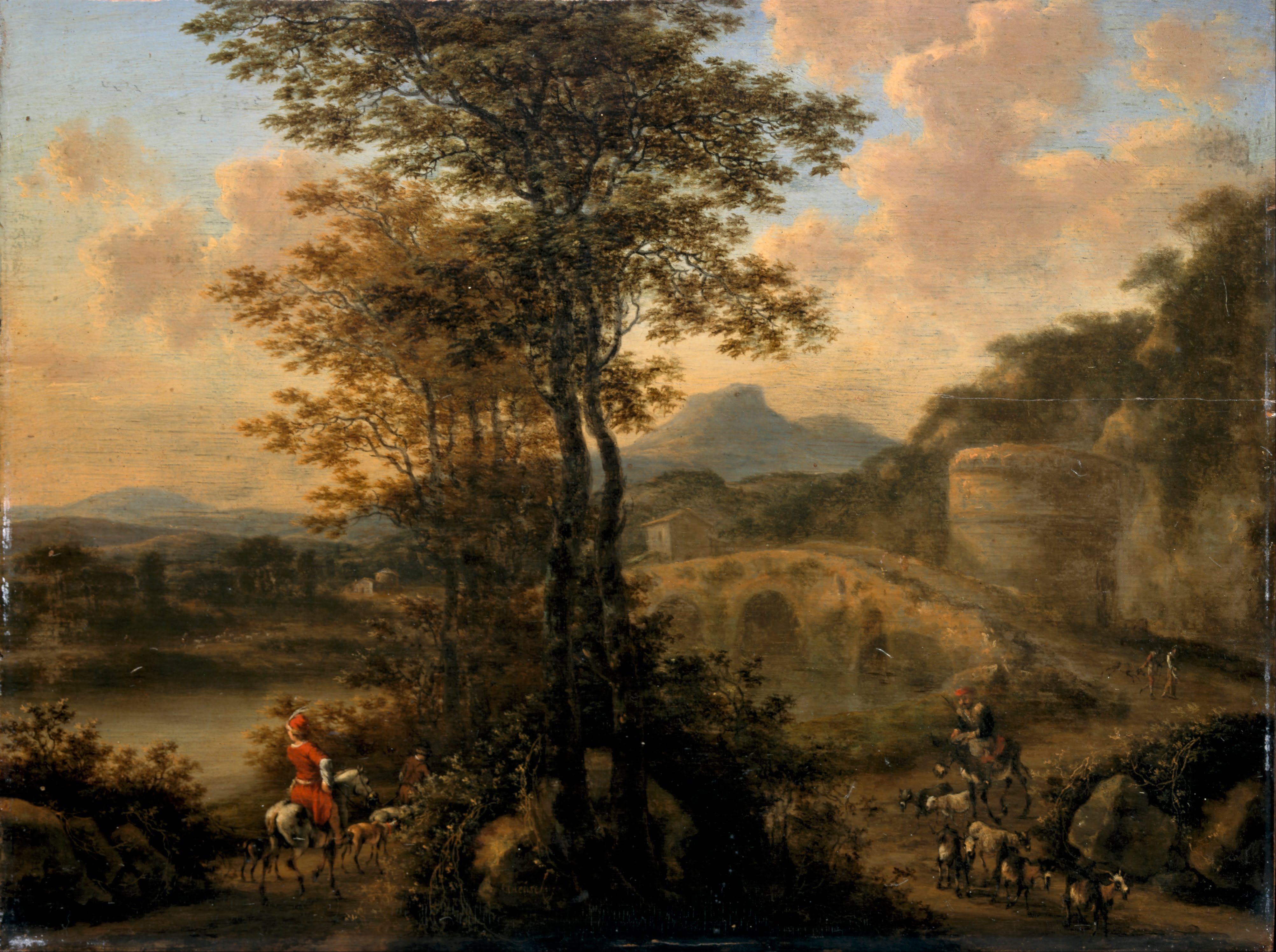
Paesaggio fluviale italiano con ponte in pietra (1650)

Willem de Heusch (Utrecht, 1625 o 1638 – Utrecht, 9 marzo 1692) è stato un pittore e incisore olandese, del secolo d'oro olandese.

## Biografia
Fu un pittore paesaggista appartenente al gruppo dei Dutch Italianates.
Probabilmente fu un allievo di Jan Both; comunque il suo stile ricorda molto da vicino quello del maestro, soprattutto nella composizione e negli effetti della calda luce meridionale, tanto da rendere difficile l'attribuzione delle opere. Ad esempio, nel dipinto Paesaggio italiano con carro trainato da buoi, non solo il soggetto della campagna ondulata e piacevolmente soleggiata, ma anche il disegno, la tonalità e la tavolozza dei colori sono ispirati all'arte del suo probabile insegnante.
Sembra che nel 1640 si fosse recato in Italia, giungendo a Roma nel 1645, e che vi fosse rimasto fino al 1649, anno in cui è documentata la sua presenza ad una lotteria di dipinti ad Utrecht, in qualità di esperto. Nello stesso documento ci si riferisce a lui come al Decano del Collegio dei Pittori di Utrecht, accanto, tra gli altri, a Jan Both che in quel periodo presiedeva la gilda di Utrecht, e a Cornelis van Poelenburch. Tale carica fu assunta anche da de Heusch nel 1655-1656, nel 1660-1664 e nel 1669.
Ci sono giunte parecchie incisioni da sue composizioni rappresentanti paesaggi con figure ed animali.
Collaborò con altri artisti come Willem Schellinks, Cornelis van Poelenburch, Nicolas van Held Stockade, Johannes Lingelbach, Nicolaes Berchem e Adriaen van de Velde, che inserivano le figure nei suoi paesaggi.
Il pittore Jacob de Heusch era suo nipote.

## Opere
- Paesaggio italiano con fiume e pastori, olio su rame inserito in un pannello, 15,3 x 18,7 cm, firmato[6]
- Paesaggio italiano boschivo con figure e capre presso un ruscello, olio su pannello, 22,2 x 29,9 cm, firmato[7]
- Paesaggio con viaggiatori nei pressi di una cascata, olio su tela, 99 x 127,5 cm[8]
- Paesaggio immerso nel bagliore della luce con mucche e pastori, firmato G.de Heusch (dove G sta per Guglielmo), Museo del Louvre, Parigi[2]
- Rovine sulle rive rocciose di un lago con muli in primo piano immerso nella luce del tramonto, firmato G.de Heusch (dove G sta per Guglielmo), Vienna[2]
- Paesaggio montuoso con un ponte che attraversa una gola, firmato G.de Heusch (dove G sta per Guglielmo), Galleria Cassel[2]
- Paesaggio italiano con contadini che vanno al mercato, olio su rame, 35 x 45 cm[3]
- Paesaggio italiano con carro trainato da buoi, olio su pannello, 40,6 x 54 cm, firmato G de Heutsch, 1660 circa, collezione privata (USA)[3]